# Kroppedal

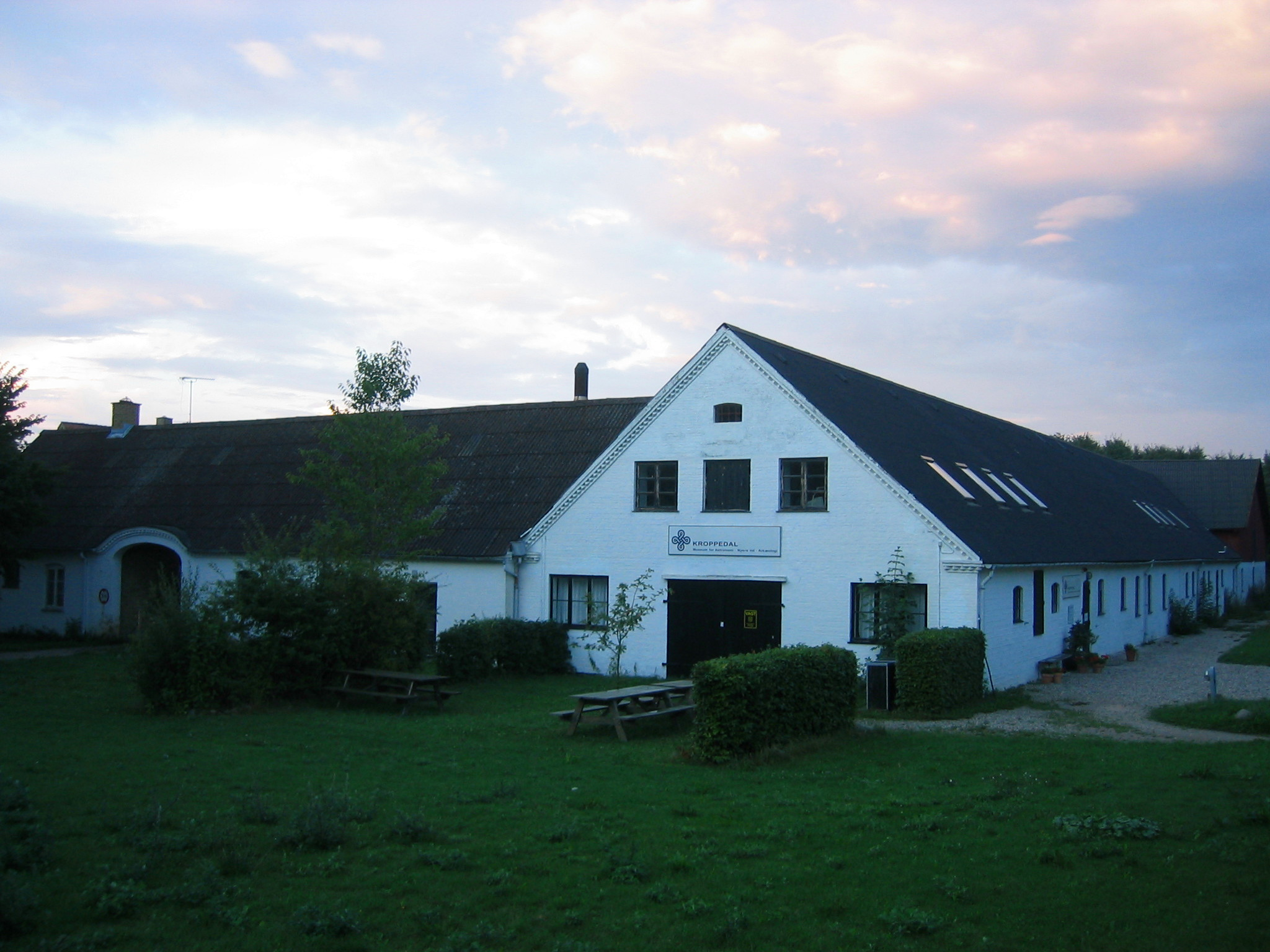
Kroppedal-Museum

Das Kroppedal-Museum ist ein nationales Museum für dänische Astronomie.
Das Museum wurde 2003 zwanzig Kilometer südwestlich von Kopenhagen im Dorf Vridsløsemagle gegründet. Kroppedal betreibt eine umfassende archäologische Tätigkeit und ist auch in ethnologischen Problemen der Gegenwart engagiert. Das Museum hat eine permanente Ausstellung zur Geschichte der Astronomie, dem Astronomen und Ingenieur Ole Rømer (1644–1710) im Besonderen, und die Sammlungen enthalten die einzige seiner Pendeluhren, die den Brand Kopenhagens 1728 überlebt hat.